# Малька (Архангельская область)
Малька — поселок в Плесецком районе Архангельской области.

## География
Находится в северо-западной части Архангельской области на расстоянии приблизительно 115 км на север по прямой от административного центра района поселка Плесецк у железнодорожной линии Москва-Архангельск.

## История
Поселок вырос при одноименном разъезде, открытом в 1932 году. До 2016 года входил в Холмогорское сельское поселение, с 2016 по 2021 год в Самодедское сельское поселение до его упразднения.

## Население
Численность населения: 2 человека (русские 100 %) в 2002 году, 0 в 2010.